# Kaufering
Kaufering ist ein Markt im oberbayerischen Landkreis Landsberg am Lech und liegt direkt nördlich der Großen Kreisstadt Landsberg am Lech.

## Geographie
Der ursprüngliche Dorfkern (Altkaufering) liegt am Ostufer des Lechs, die um einiges größere Siedlung (Neukaufering) beginnt ab etwa 500 Metern Entfernung vom Westufer und liegt an der alten Bundesstraße 17.
Die Gemeinde hat zwei Gemeindeteile (in Klammern ist der Siedlungstyp angegeben):
- Kaufering (Siedlung)
- Riedhof (Gut)

## Geschichte

### Gründung
Die ältesten Quellen von Kaufering reichen in das 6. Jahrhundert zurück. Damals drangen germanische Stämme in den Süden Deutschlands vor und gründeten den Ort am Lech. Der damalige Sippenälteste hieß vermutlich Kufo, die Endung -ing des heutigen Namens deutet auf den germanischen Ursprung hin. Im Laufe der Zeit ergaben sich dann die Ortsnamen Kiviringin, Kiviringen, Chuferingen, Kuferingen und Kufringen.
Die erste urkundliche Erwähnung des Ortes Kaufering stammt aus dem Jahr 1033. Damals erwarb das Kloster Benediktbeuern unter dem Abt Gothelm ein Gut im Ort.

### Mittelalter

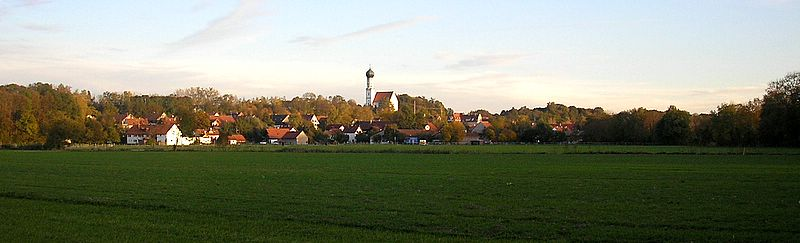
Ansicht des Altortes von Nordwesten

Zu Zeiten des Mittelalters war Kaufering im Besitz der Welfen. Der Bayernherzog Welf V. starb im Jahre 1120 auf der Burg Kaufering, deren Burgstall sich neben der Kirche befindet. Der bedeutendste Vertreter des Geschlechts, Heinrich der Löwe, der München mithilfe der Zerstörung der Freisinger Isarbrücke gegründet hatte, ließ auch den Verlauf der Salzstraße von Kaufering ein paar Kilometer weiter flussaufwärts verlegen, wodurch es dort zur Entstehung der benachbarten Stadt Landsberg am Lech kam. Dadurch verlor die Burg Kaufering ihre Bedeutung, worauf sie bald verfiel. Auch wurde die gesamte Entwicklung des Ortes durch die Verlegung der Salzstraße gebremst.

### 19. Jahrhundert
Erst der Bau der Eisenbahn im Jahr 1872 brachte einen Aufschwung in die Entwicklung der Gemeinde. Aus technischen Gründen konnte die Bahnstrecke nicht über die benachbarte Kreisstadt führen, wodurch Kaufering ein wichtiger Bahnhof wurde. Es treffen dort die Strecken München – Buchloe, Bobingen – Kaufering und Kaufering – Landsberg am Lech aufeinander.

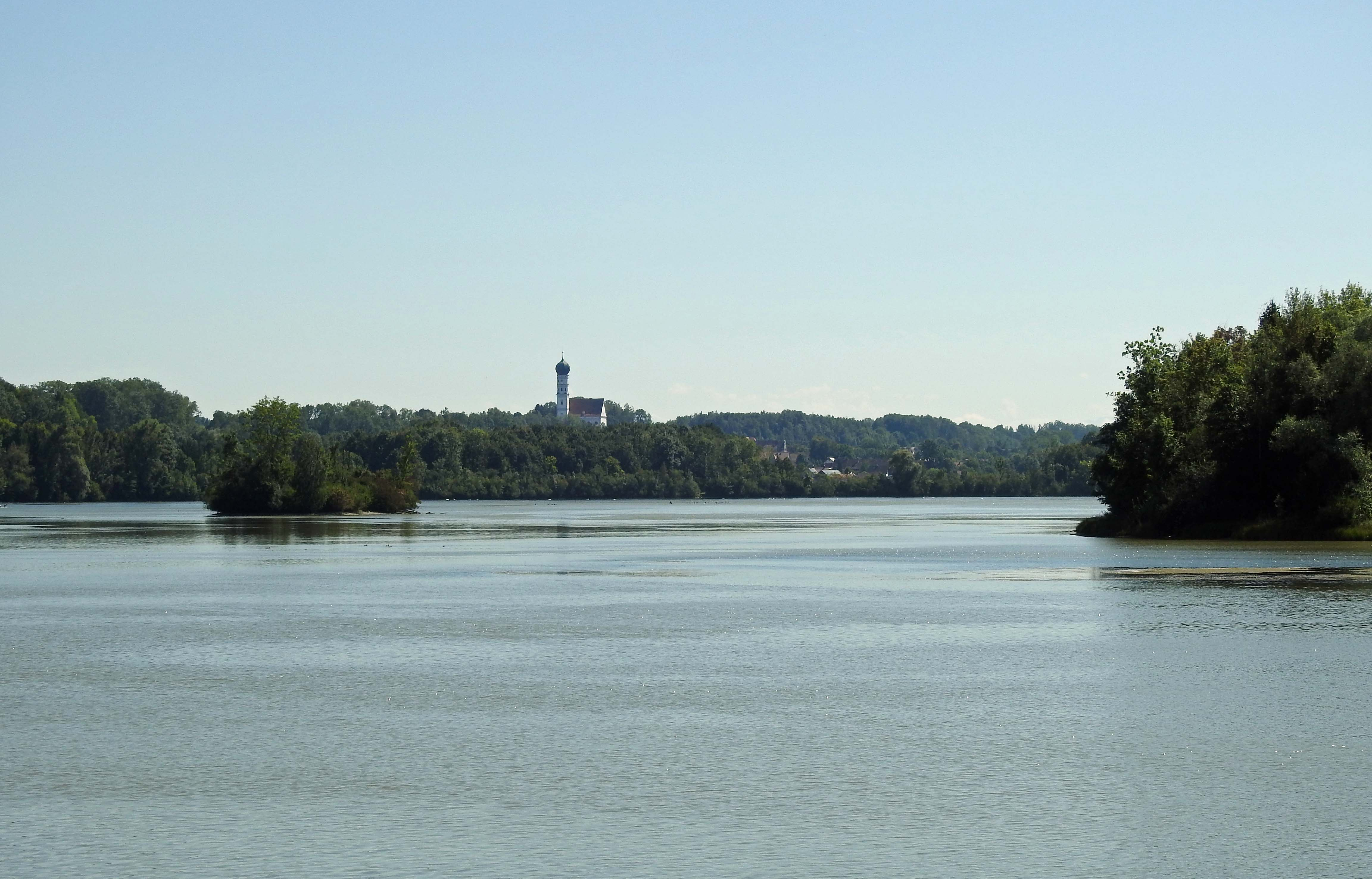
Kaufering an der Lechstaustufe 18 von Norden

### 20. Jahrhundert
1944 wurde gegen Ende des Zweiten Weltkriegs um Landsberg und Kaufering der KZ-Außenlagerkomplex Kaufering mit den elf Lagern I bis XI errichtet, der größte Konzentrationslagerkomplex des Deutschen Reiches. Sämtliche KZ-Außenlager trugen den Namen „Kaufering“. Am 18. Juni 1944 traf der erste Transport mit 1000 Häftlingen aus dem KZ Auschwitz im KZ-Außenlager Kaufering III ein. Die KZ-Häftlinge sollten im Rahmen des Rüstungsprojekts „Ringeltaube“ drei gigantische unterirdische Bunker zur Produktion des Düsenstrahljägers Messerschmitt Me 262 bauen. In den Außenlagern registrierte der luxemburgische KZ-Priester Jules Jost bis zum 9. März 1945 insgesamt 28.838 jüdische KZ-Häftlinge. Wegen der menschenunwürdigen Unterbringung, aufgrund von Hunger, Kälte, Krankheiten wie Typhus und der Ausbeutung mittels Vernichtung durch Arbeit, bezeichneten die Häftlinge die KZ-Lager von Kaufering als „Kalte Krematorien“. Bis Ende Oktober 1944 wurde, wer nicht mehr arbeiten konnte, zurück nach Auschwitz und im KZ Auschwitz-Birkenau in die Gaskammern geschickt. Ab November 1944 wurden die Häftlinge des KZ-Außenlagerkomplexes Kaufering nicht mehr deportiert, sondern starben im Lager. Die Leichen wurden in der Umgebung in Massengräbern vergraben. In der letzten Phase des Holocaust wurden die KZ-Häftlinge in Todesmärschen Richtung Dachau getrieben. Die restlichen Verbliebenen erlebten die Befreiung durch die amerikanische Armee am 27. April 1945. Die erhaltenen Erdhütten und Baracken mit Tonröhrengewölben des KZ-Außenlagers Kaufering VII – Erpfting stehen unter Denkmalschutz. Hierbei handelt es sich, neben dem Bodenfundament der Küchenbaracke von Kaufering III, dem Bunker Weingut II in der Welfen-Kaserne und den zahlreichen Friedhöfen im Landkreis um die letzten Überreste des KZ-Außenlagerkomplexes Kaufering.
Nach Ende des Zweiten Weltkriegs bildete sich ein großes Flüchtlingslager zwischen dem Bahnhof und dem alten Ortskern. Ab Ende der 1940er Jahre wurde dort eine Siedlung erbaut, aus der das heutige Neukaufering (auch Kaufering-West genannt) entstand.

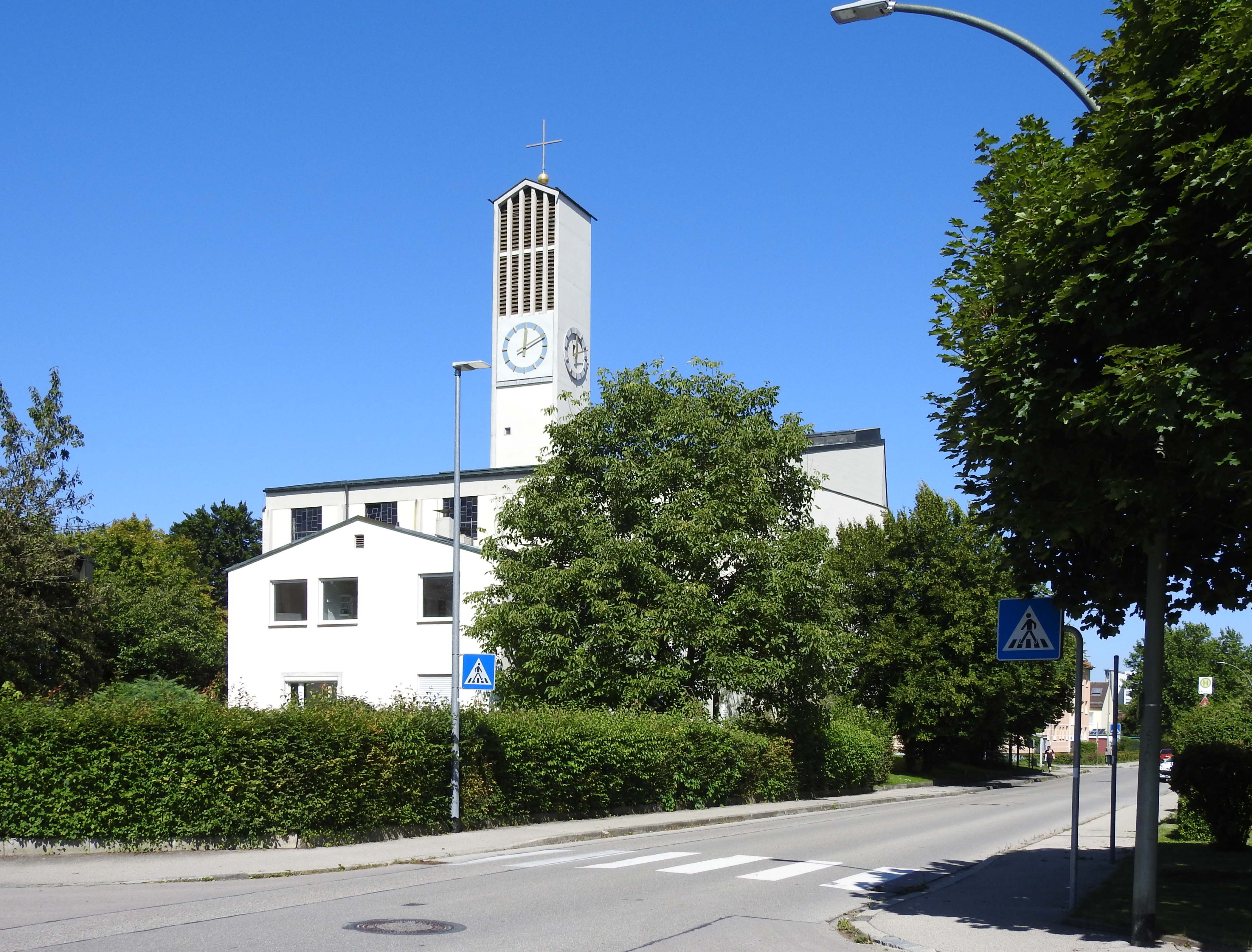
Kirche Mariä Himmelfahrt

### 21. Jahrhundert

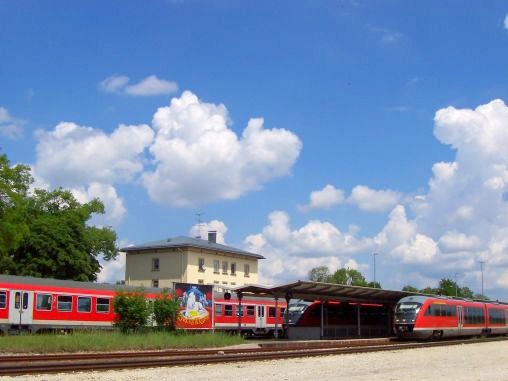
Bahnhof Kaufering

Das Lechtalbad in Kaufering wechselte 2004 den Besitzer und gehört jetzt wieder dem Landkreis Landsberg.
Außerdem wurde das Freibad zu einem selbstreinigenden Naturbad umgebaut. Ende der 1960er Jahre gebaut, wurde es lange Zeit als Landkreisbad betrieben. Beliebt waren die großzügige Freibadanlage, das Hallenbad und der Saunabereich. 1990 wurde der renovierte Umbau des Hallenbads und des Saunabereichs in Betrieb genommen. Nach wirtschaftlichen Schwierigkeiten entschied der Landkreis, das Bad einem privaten Investor zu übereignen, der es jedoch nach kurzer Zeit wieder desinvestierte.
Karlheinz Schreiber, deutscher Waffenhändler, wohnte bis zu seinem Umzug nach Kanada in seiner Kauferinger Villa, welche im Rahmen der Ermittlungsverfahren auch durchsucht wurde, und wohnt nach seinem Gerichtsverfahren in Augsburg im Jahre 2014 wieder in Kaufering.
Ende Oktober 2007 entschied der Kreistag des Landkreises Landsberg am Lech, eine Realschule in Kaufering zu bauen. Diese wurde Anfang September 2010 fertiggestellt und zu Schulbeginn in Betrieb genommen.
Anlässlich der 975-Jahr-Feier wurde Kaufering am 11. September 2008 von der bayerischen Staatsregierung zum Markt erhoben.

### Einwohnerentwicklung
Zwischen 1988 und 2023 wuchs die Gemeinde von 8.243 auf 10.508 um 2.265 Einwohner bzw. um 27,5 %.

## Politik

### Gemeinderat
Der Gemeinderat von Kaufering setzt sich aus 24 Mitgliedern + Bürgermeister zusammen. Die Gemeinderatswahlen seit 2014 führten zu folgenden Ergebnissen:
| Marktgemeinderatswahl 2020Wahlbeteiligung: 52,5 % (+2,9 %) %403020100 32,928,615,715,37,6n. k. CSUGrüneUBVcSPDKMeFWGewinne und Verlusteim Vergleich zu 2014 %p 10 8 6 4 2 0 −2 −4 −6 −8−10+6,3+8,7−0,6+2,2−9,0−7,4CSUGrüneUBVSPDKMFWAnmerkungen:c Unabhängige Bürgervereinigunge Kauferinger Mitte | Sitzverteilung im Marktgemeinderat Kaufering seit 2020Insgesamt 24 Sitze - SPD: 3 - Grüne: 7 - UBV: 4 - KM: 2 - CSU: 8 |

| Jahr | CSU/Bürgerblock | Grüne/Alternative Liste | UBV | SPD | KM | FW | gesamt | Wahlbeteiligung |
| ---- | --------------- | ----------------------- | --- | --- | -- | -- | ------ | --------------- |
| 2020 | 8               | 7                       | 4   | 3   | 2  | -  | 24     | 52,5 %          |
| 2014 | 6               | 5                       | 4   | 3   | 4  | 2  | 24     | 49,6 %          |

Legende:
- KM = Kauferinger Mitte
- UBV = Unabhängige Bürgervereinigung

### Bürgermeister
| Nr. | Nr. | Name                  | Partei    | Amtszeit  |
| --- | --- | --------------------- | --------- | --------- |
|     | 1   | Josef Sepp            | unbekannt | 1948–1966 |
|     | 2   | Fritz Jung            | SPD       | 1966–1987 |
|     | 3   | Dr. Klaus Bühler      | CSU, UBV  | 1987–2012 |
|     | 3   | Dr. Klaus Bühler      | CSU, UBV  | 1987–2012 |
|     | 4   | Erich Püttner         | UBV       | 2012–2018 |
|     | 5   | Bärbel Wagener-Bühler | KM        | 2018–2019 |
|     | 6   | Thomas Salzberger     | SPD       | seit 2019 |

2. Bürgermeisterin ist Gabriele Hunger (CSU), 3. Bürgermeister ist Andreas Keller (Grüne).

### Wappen
| Wappen Markt Kaufering | Blasonierung: „In Silber auf grünem Dreiberg ein aufsteigender, goldbewehrter roter Löwe.“ |
| Wappen Markt Kaufering | Wappenbegründung: Der grüne Dreiberg versinnbildlicht die Lage der Gemeinde auf dem Hochufer des Lechs und den Burgberg (Burgsel). Der Löwe gilt als apokryphes Wappentier der Welfen und erinnert an die besonders zu Beginn des 12. Jahrhunderts enge Verbindung zu diesem Dynastengeschlecht, das am Lechrain reich begütert war und von 1070 bis 1180 auch den bayerischen Herzog stellte. Auf der bis in das späte 12. Jahrhundert bestehenden Welfenburg Kaufering saßen welfische Ministerialen; die Burg am alten Lechübergang war von großer strategischer Bedeutung. Der Löwe ist als Schildfigur auf dem Siegel Herzog Welfs VI. von 1152 erstmals belegt. Da die Welfen auch später Löwen (drei oder zwei) im Wappen führten, wird vermutet, dass der Löwe das ursprüngliche Welfensymbol war. Gelegentlich wird der welfische Löwe auch als Greifenlöwe dargestellt. Auch in der Tingierung orientierte man sich an den mutmaßlichen Farben der Welfen, Rot und Silber, die zugleich auf die Zugehörigkeit der Gemeinde zum Bistum Augsburg verweisen. Dieses Wappen wird seit 1952 geführt. |

### Gemeindepartnerschaften
- Ísafjörður, Island; seit 2013

## Kultur und Sehenswürdigkeiten

### Dialekt
In Kaufering wird traditionell der Lechrainer Dialekt gesprochen. Dieser wird heute nur noch selten gesprochen.

### Gebäude und Naturdenkmale

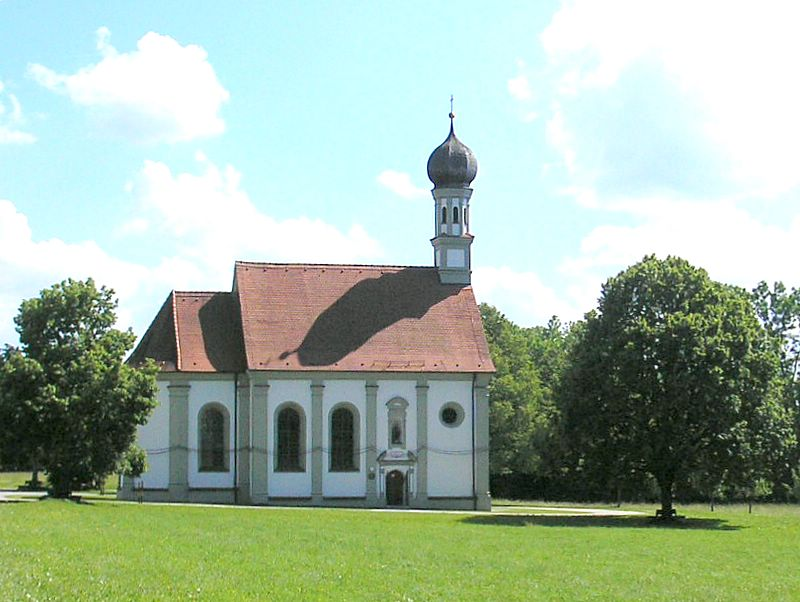
Wallfahrtskirche St. Leonhard

- Ruine Burg Haltenberg, auch Haldenberg genannt (1260 – 1802), hoch am Lechsteilufer zwischen Kaufering und Scheuring gelegene, einzige Burgruine am Lechrain mit begehbarem Bergfried
- Kirche St. Johannes Baptist in Altkaufering
- Leonhardikirche in Altkaufering, mit jährlichem Leonhardiritt
- Pfarrkirche Mariä Himmelfahrt
- Hurlacher Heide, Lechtalheiden am Lechstausee
- Historische Eisenbahnbrücke über den Lech (1873), von der Nürnberger Brückenbauanstalt Späth erbaut
- Das mystische Westerholz am nordöstlichen Steilufer des Lechs mit seinen Hügelgräbern aus der Hallstattzeit (750 bis 450 v. Chr.) und seiner ehemaligen römischen Badeanlage nahe der Oskar-Weinert-Hütte (von Mai bis Oktober am Wochenende bewirtschaftet) und der Burg Haltenberg.

Schloss Kaufering, dessen Besitzer um die Wende vom 17. zum 18. Jahrhundert der Freiherr Albrecht Sigmund von Donnersberg († nach 1717) war, existiert heute nicht mehr.

Das heute nicht mehr vorhandene Schloss Kaufering gegen Ende des 17. Jahrhunderts, nach einem Kupferstich von Michael Wening

### Gedenkstätten

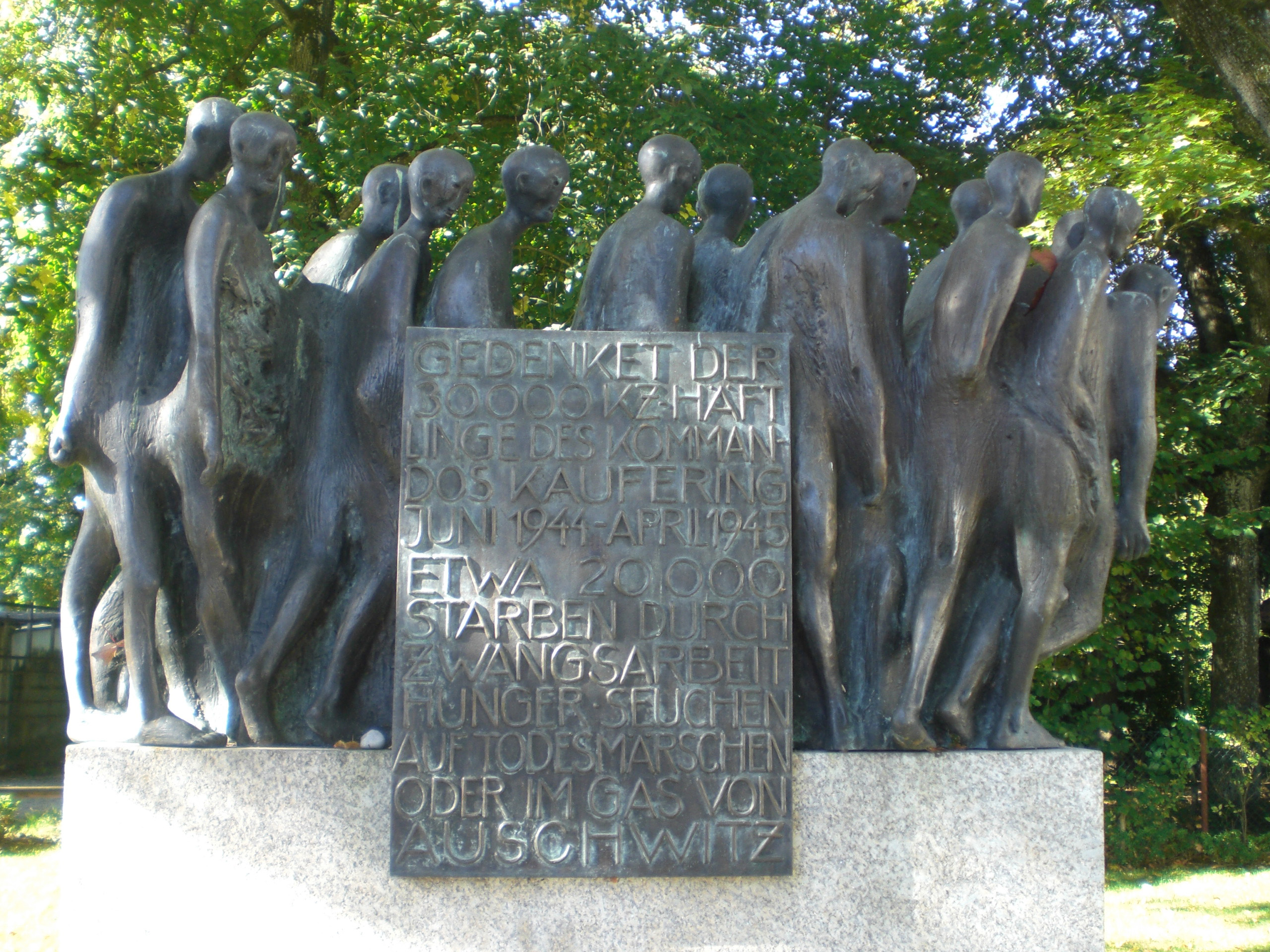
Denkmal für KZ-Opfer am Bahnhofsplatz, errichtet 2010

- Denkmal für KZ-Opfer am Bahnhofsplatz, errichtet 2010Der KZ-Friedhof Kaufering-Nord an der Lechstaustufe 18 erinnert mit seiner Gräberanlage und einem Gedenkstein an 48 unbekannte zumeist jüdische KZ-Opfer der Zwangsarbeit im Zweiten Weltkrieg
- Am KZ-Friedhof Kaufering-Süd sind 500 Opfer begraben, derer mit einem Gedenkstein gedacht wird;
- Der KZ-Friedhof des Außenlagers Kaufering IV birgt 360 jüdische Häftlinge, die auf Befehl des Lagerarztes Max Blancke kurz vor Kriegsende ermordet wurden;
- In einer Kleingartenanlage, dem früheren Gelände des KZ Kaufering III, wurde im Jahr 1984 der erste Gedenkstein neben den KZ-Friedhöfen im Raum Landsberg/Kaufering aufgrund der Initiative von Anton Posset und der Bürgervereinigung Landsberg im 20. Jahrhundert mit mahnender Inschrift angesichts aller KZ-Opfer[13] errichtet. Der Text dieses Gedenksteines „Geschändete und Geopferte mahnen Euch – Menschen lasst nicht ab vom Streben nach Freiheit, Frieden und Recht“ wurde von Anton Posset in einer Diskussion mit Viktor Frankl entwickelt. Der Gedenkstein steht auf dem noch vorhandenen Fundament der Küchenbaracke. Den Gedenkstein stiftete der damalige Bürgermeister Jung. An der Einweihung des Gedenksteines am 11. November 1984 war Viktor Frankl als ehemaliger Lagerinsasse anwesend und hielt eine Gedenkrede. Anschließend stellte er sich einer Diskussion mit Landkreisbürgern und wurde von Anton Posset durch die Überreste des Lagerkomplexes Kaufering geführt.
- Am Bahnhof steht ein Denkmal für alle KZ-Opfer, bei dessen Einweihung 2010 auch Überlebende der KZ-Außenlager Kaufering anwesend waren.[14] Das Denkmal wurde von Friedrich Schreiber in Zusammenarbeit mit dem „Verein Gedenken in Kaufering e. V.“ gestiftet.[15]

## Wirtschaft und Infrastruktur
Wegen der guten Verkehrsanbindung nach München und Augsburg hat sich Kaufering zu einem starken Pendler-Wohnort entwickelt. In geringerem Umfang ist der Markt aber auch Ziel von Einpendlern, hauptsächlich Mitarbeitern des größten Arbeitgebers und Gewerbesteuerzahlers, der Deutschlandzentrale der Hilti AG. Daneben ist Kaufering Sitz einiger mittelständischer Maschinen- und Apparatebauunternehmen.

### Schienenverkehr

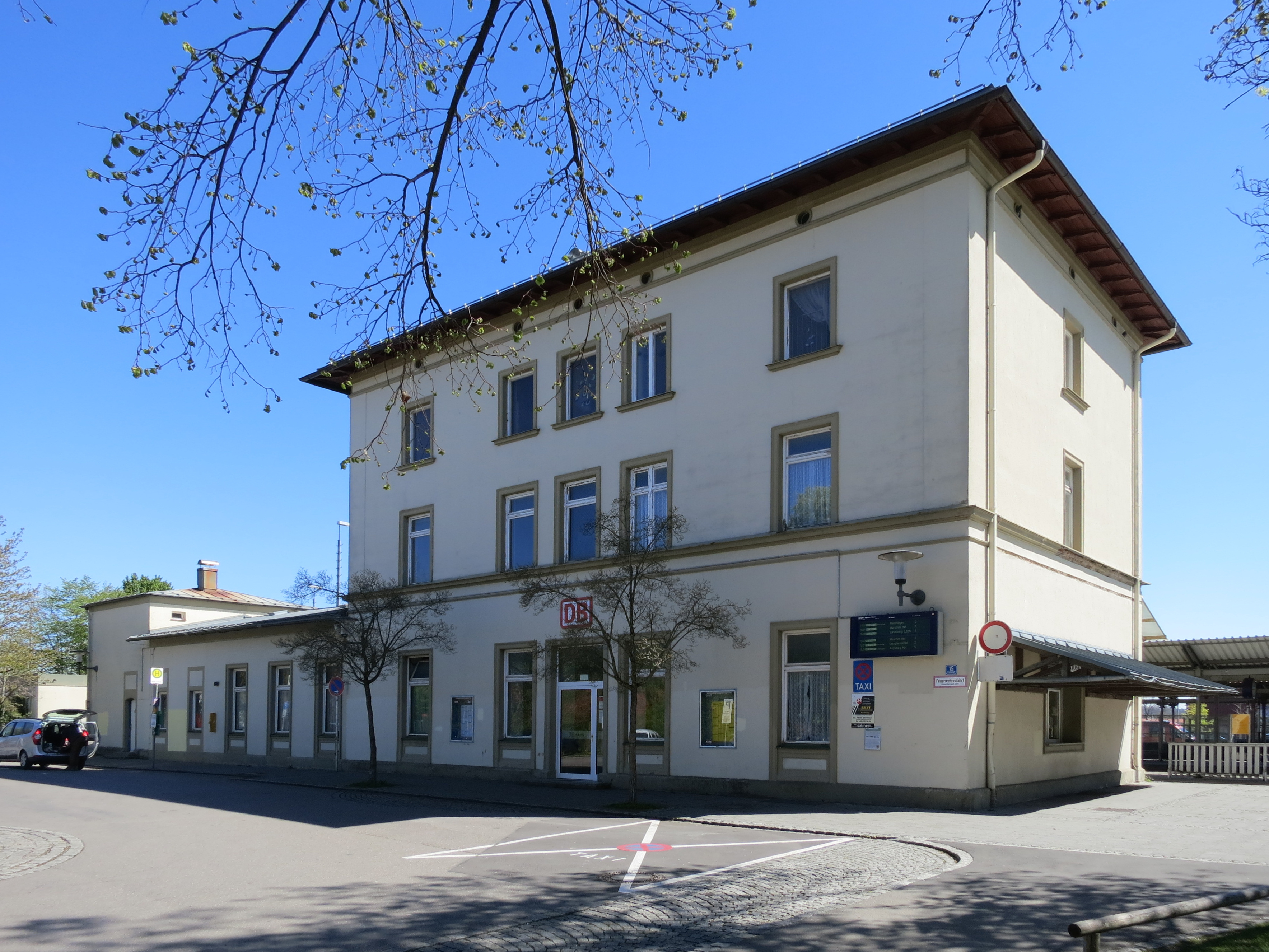
Bahnhof Kaufering

Durch Kaufering führt die zweigleisige, elektrifizierte Bahnstrecke München – Buchloe, von der hier die eingleisigen Nebenbahnen nach Bobingen und nach Landsberg am Lech abzweigen. Der Bahnhof des Ortes wurde 1872 durch die Königlich Bayerischen Staatseisenbahnen als Durchgangsbahnhof an der Bahnstrecke Buchloe – Kaufering – Landsberg eröffnet. Ein Jahr später wurde der Abschnitt München – Kaufering in Betrieb genommen, sodass der Bahnhof zum Trennungsbahnhof wurde. Mit der Eröffnung der Strecke nach Bobingen 1877 wurde er schließlich zum Eisenbahnknoten in seiner heutigen Form.
Im Zusammenhang mit der Planung der 2. Stammstrecke in München, wird der Bahnhof Kaufering als Halt der neuen Express-S-Bahnlinie S24X geplant.
Im Zuge des Beitritts des Landkreises Landsberg am Lech zum Münchner Verkehrs- und Tarifverbund werden auch die Züge am Bahnhof Kaufering mit dem Tarif des MVV nutzbar sein. Kaufering befindet sich dann in der MVV-Tarifzone 7. Für die Fahrt in die Münchner Innenstadt benötigt man ab diesem Zeitpunkt dann eine Einzelfahrkarte für die Zonen M bis 7 oder 9 Streifen auf der Streifenkarte.

### Busverkehr
Kaufering wird von verschiedenen Regionalbuslinien sowie der Ortsbuslinie 892 bedient. Seit dem 1. Januar 2025 sind diese, ebenso wie der Bahnverkehr, in den Münchner Verkehrs- und Tarifverbund (MVV) integriert. Folgende Buslinien verkehren seitdem in Kaufering:
| Linie | Linienverlauf                                        | Verkehrsunternehmen     |
| ----- | ---------------------------------------------------- | ----------------------- |
| 816   | Landsberg am Lech – Kaufering – Petzenhausen         | Schneider               |
| 817   | Landsberg am Lech – Kaufering – Penzing – Geltendorf | Omni-Rent, Schnappinger |
| 886   | Landsberg am Lech – Kaufering                        | Stadt Landsberg am Lech |
| 887   | Landsberg am Lech – Penzing – Kaufering              | Schneider               |
| 892   | Ortsbus Kaufering                                    | Markt Kaufering         |
| 896   | Landsberg am Lech – Kaufering – Obermeitingen        | Regionalbus Augsburg    |

### Anrufsammeltaxi (AST)
In großen Teilen des Landkreises Landsberg am Lech wird das AST als Ergänzung zum Busverkehr angeboten.

### Ansässige Unternehmen
- Hilti mit mehr als 500 Beschäftigten[20]
- Corpuls mit mehr als 400 Beschäftigten[21]

## Persönlichkeiten

### Bekannte Personen mit Verbindung zu Kaufering
- Welf II. (wohl 1073 – 1120), Herzog von Bayern, verstarb auf Burg Kaufering
- Maria Magdalena Haidenbucher (1576 – 1650), Äbtissin von Frauenchiemsee, in Kaufering geboren
- Franz Xaver Geiger (1749 – 1841), Schriftsteller, starb als Pfarrer in Kaufering
- Fritz Jung (1923 – 1995), ehemaliger 1. Bürgermeister, Ehrenbürger
- Karlheinz Schreiber (* 1934), Waffenhändler, lebte in Kaufering
- Norbert Sepp (* 1940), Kauferinger Kommunalpolitiker und Gründungsmitglied der Bürgervereinigung Landsberg im 20. Jahrhundert[22]
- Klaus Bühler (1944 – 2022), ehemaliger 1. Bürgermeister, Ehrenbürger
- Andreas Mäckler (* 1958), Autor, lebt in Kaufering
- Bertram Meier (* 1960), Theologe und Geistlicher, Bischof von Augsburg, aufgewachsen in Kaufering
- Gabriele Triebel (* 1960), Politikerin (Bündnis 90/Die Grünen), MdL Bayern
- Florian Neuhaus (* 1997), Fußballprofi, aufgewachsen in Kaufering

### Ehrenbürger Kauferings
- Geistl. Rat Josef Hartl, Verleihung 1962
- Heinrich Otto Mattes, Verleihung 1982
- Fritz Jung, Verleihung 1987
- Dr. Klaus Bühler, Verleihung 2021

## Sport

### VFL Kaufering e. V.
Der VfL Kaufering vereint 17 verschiedene Sportarten unter sich. Insbesondere die Floorball Herrenmannschaft, Red Hocks Kaufering, ist durch ihren Erfolg bekannt. Der Verein wurde 1948 gegründet.

### DAV Kaufering
Die seit dem 1. Januar 1997 eigenständige Sektion Kaufering des Deutschen Alpenvereins (DAV) wurde 1971 als Ortsgruppe der Sektion Landsberg am Lech des DAV gegründet und ist mit 2.102 Mitgliedern (Stand: 31. Dezember 2024) der größte Sportverein in Kaufering. Die Sektion betrieb bis Ende 2023 die Gufferthütte.

### Weitere Sportvereine
Weitere Sportvereine sind der TC Kaufering als Tennisclub und der Ruderclub Kaufering.